# Paa blanfordii
Nanorana blanfordii là một loài ếch trong họ Ranidae.
Nó được tìm thấy ở Trung Quốc, Ấn Độ, Nepal, và có thể cả Bhutan.
Các môi trường sống tự nhiên của chúng là các khu rừng vùng núi ẩm nhiệt đới hoặc cận nhiệt đới, đồng cỏ nhiệt đới hoặc cận nhiệt đới vùng đất cao, và sông.